# Amir Lugo-Rodriguez
Amir Lugo-Rodriguez (Los Angeles, 25 ottobre 1993) è un allenatore di pallavolo ed ex pallavolista statunitense, nel ruolo di centrale, assistente allenatore della UC Los Angeles.

## Carriera

### Giocatore

#### Club
La carriera di Amir Lugo-Rodriguez inizia nei tornei scolastici californiani, vestendo la maglia della Salesian HS di Los Angeles. Dopo il diploma entra nel programma di pallavolo maschile della California Baptist, partecipando alla NCAA Division I dal 2013 al 2014; nel 2015 si trasferisce alla CSU Long Beach, saltando la stagione: difende quindi i colori dei 49ers nel 2016 e nel 2017, raggiungendo due volte le Final 6, ma senza andare mai oltre le semifinali, venendo inoltre inserito nella prima squadra degli All-America durante il suo ultimo anno.
Nella stagione 2017-18 firma il suo primo contratto professionistico nella Ligue A francese col Rennes. Rientra così in patria, disputando la NVA 2018 con il Rising Tide e l'edizione seguente del torneo con il Team LVC, con il quale conclude la sua carriera da giocatore conquistando il titolo nazionale.

### Allenatore
Fa la sua prima esperienza da allenatore alla UC Berkeley, nel ruolo di assistente, dal 2018 al 2019. Nel seguente triennio è alla Northwestern nel medesimo ruolo, mentre nel 2023 passa alla squadra femminile della UC Los Angeles, ancora come assistente.

## Palmarès

### Premi individuali
- 2017 - All-America First Team